# Мечка (Плевенская область)
Мечка (болг. Мечка) — село в Болгарии. Находится в Плевенской области, входит в общину Плевен. Население составляет 832 человека.

## Политическая ситуация
В местном кметстве Мечка, в состав которого входит Мечка, должность кмета (старосты) исполняет Пламен  Христов Петров (независимый) по результатам выборов правления кметства.
Кмет (мэр) общины Плевен — Найден Маринов Зеленогорски (коалиция в составе 3 партий: Демократы за сильную Болгарию (ДСБ), Болгарский земледельческий народный союз (БЗНС), Союз демократических сил (СДС)) по результатам выборов в правление общины.